# Hochleithen
Hochleithen là một thị xã thuộc huyện Mistelbach trong bang Niederösterreich.